# El último duelo
El último duelo (en inglés: The Last Duel; pronunciado /ðə ˈlæst ˈduːəl/), es una película histórica de suspenso y drama dirigida por Ridley Scott en 2021. Basada en el libro The Last Duel: A True Story of Trial de Combat in Medieval France de Eric Jager, el guion está escrito por Ben Affleck, Matt Damon y Nicole Holofcener. Damon protagoniza el papel principal junto a Jodie Comer y Adam Driver, con Affleck y Harriet Walter en un papeles secundarios.
Con un presupuesto de $100,000,000 y una recaudación de $30,055,233, fue estrenada el 15 de octubre de 2021 por Walt Disney Studios Motion Pictures bajo el sello 20th Century Studios.

## Sinopsis
Ambientada en la Francia del siglo XIV, cuenta la historia de Marguerite de Carrouges, que declara haber sido violada por el escudero Jacques Le Gris, el mejor amigo de su marido. Al no creerla nadie, su marido, Jean de Carrouges, acusa a su mejor amigo ante el rey Carlos VI, quien decide autorizar un duelo a muerte entre ambos.

## Argumento
En 1386, la dama Marguerite de Carrouges afirma haber sido violada por el mejor amigo de su marido y escudero, Jacques Le Gris. Su marido, el recientemente nombrado Caballero Jean de Carrouges por su valor en combate al servicio del Rey Carlos VI en la guerra de los 100 años, lo desafía a un juicio por combate, el último duelo legalmente sancionado en la historia de Francia. 
Los acontecimientos en Francia, que conducen al duelo en París, se dividen en tres capítulos, los dos primeros reflejan las perspectivas del Caballero De Carrouges y el escudero Le Gris, respectivamente y el tercero refleja la perspectiva de la dama Marguerite.
De Carrouges es un escudero que sirve en la Guerra de los Cien Años (1369-1389) junto al escudero Le Gris, conocido por su temperamento ardiente y su destreza en el combate. Cuando el Conde Pierre d'Alençon, es nombrado señor de Carrouges por su primo, el Rey Carlos VI de Francia, tanto el recientemente nombrado Caballero de Carrouges, como el escudero Le Gris, le juran fidelidad y estar al servicio del ahora Duque d'Alençon. 
El escudero Le Gris visita entonces al Caballero de Carrouges y le informa la nueva orden del Duque d'Alençon, todos sus nuevos vasallos habitando en sus tierras, deben pagar sus levas de guerra; el Caballero de Carrouges explica no tener esos fondos económicos para pagar por ahora y el escudero Le Gris acepta pedir clemencia al Duque d'Alençon, por confiar mucho en él, ahora trabaja como confidente, administrador de sus bienes y consejero. 
Para restablecer sus finanzas, el Caballero de Carrouges se casa con Marguerite de Thibouville, una mujer noble, recibiendo de su padre una gran dote que incluye sus valiosas propiedades por la conveniencia para su familia de estar casada con un valiente Caballero al servicio del Rey Carlos VI, esto le permite ascender en la nobleza del reino. Sin embargo, un terreno especialmente deseable y forma parte de la dote, ya ha sido confiscado por el Duque d'Alençon y entregado al escudero Le Gris, por una deuda de esa noble familia con el Duque d'Alençon. 
Cuando el Caballero de Carrouges demanda ante la justicia, la entrega de la tierra nuevamente por formar parte de la dote recibida por su matrimonio, en una audiencia en París el Rey Carlos VI desestima la demanda. El Duque d'Alençon, molesto ante este pedido hecho por el Caballero de Carrouges a su primo el Rey Carlos VI, por considerar es impertinente, toma represalias nombrando al escudero Le Gris capitán de un fuerte militar, en tierras de la familia política del Caballero de Carrouges, que las habían poseído durante muchos años.
El Caballero de Carrouges, admirado por su valor en el campo de batalla y tratado con mucho respeto por otros soldados, al ser una persona de mucho valor y honor, miembro de la corte del Rey Carlos VI, pero ahora tiene problemas económicos, está furioso y sospecha del escudero Le Gris, de poner al Duque d'Alençon en su contra para perjudicarlo. 
La tercera parte de la historia revela cuando el soldado de Carrouges hace campaña en Escocia, es nombrado Caballero por su valentía, pero al volver a casa después de una batalla, descubre la demanda contra el escudero Le Gris de violar a su esposa, mientras estaba sola en su castillo. Viendo que el Duque d'Alençon protege al escudero Le Gris, decide revelar a la comunidad lo sucedido y retarlo a duelo en forma pública por atentar contra su honor como Caballero.
Le Gris, un escudero de origen humilde, estudió brevemente para convertirse en monje, se gana la confianza del Duque d'Alençon, utilizando sus conocimientos de matemáticas para arreglar las finanzas del Duque y cobrando las deudas de sus vasallos, ganándose un puesto a su lado como guarda espaldas, cobrador de las deudas y consejero del Duque, mejorando su posición en la sociedad. 
Le Gris intenta utilizar su nueva posición para ayudar al Caballero de Carrouges pero, cuando el Duque d'Alençon le colma de regalos, De Carrouges siente envidia y se burla abiertamente del escudero Le Gris, convirtiéndose en la burla de la corte del Duque d'Alençon por sus arrebatos infantiles y los dos combatientes amigos, ahora tienen una posición de adversarios y enemigos. 
Al ver a Marguerite por primera vez, el escudero Le Gris se siente atraído por ella y pronto se da cuenta de que ella no ama del todo a su marido, es analfabeto y sólo la ve como un medio para conseguir un heredero en su familia, su matrimonio fue arreglado por ser un Caballero y la oportunidad de mejorar su posición social en la corte del Rey Carlos VI. 
Marguerite rechaza el afecto del escudero Le Gris a pesar de sentirse también algo atraída por él; incapaz de resistirse a su lujuria, Le Gris la visita a escondidas cuando está sola en su castillo y la persigue hasta su habitación antes de violarla, creyendo como una esperanza, ella también debe amarlo y no ha cometido ningún delito. 
En su calidad de magistrado, el Duque d'Alençon se asegura de evitar presentar  cargos en la justicia contra su favorito, al trabajar para él y podría ser condenado a muerte, por faltar al honor y ofender a un Caballero, esta situación complicada y ahora de conocimiento público en Francia, lleva al Caballero de Carrouges a presentarse ante el Rey Carlos VI en París y solicitar un duelo contra el escudero Le Gris, para salvar su honor ante la comunidad, porque la historia de la violación se había extendido en todo el país. El escudero Le Gris, presente en el juicio, también deseoso de salvar su honor, acepta el duelo.
Desde el punto de vista de Marguerite, la historia comienza cuando se casa con el Caballero de Carrouges y rápidamente se pone a ayudarle para restaurar su descuidada finca. Desgraciadamente, su matrimonio pronto se ve afectado porque Marguerite no se queda embarazada y no puede ofrecer un heredero al Caballero, afectando su posición social en la corte del Rey Carlos VI. 
Cuando el Caballero de Carrouges se marcha a Escocia para participar en una batalla, le ordena no salir del castillo y no dejar entrar a nadie. Entonces el escudero Le Gris aparece, engaña a Marguerite para dejarlo entrar al castillo, pidiendo ayuda y la viola. Cuando De Carrouges regresa, se enfurece y obliga a Marguerite a acostarse con él en contra de su voluntad, para tratar de dejarla embarazada. 
Marguerite pronto queda embarazada y la madre del Caballero de Carrouges le advierte de no llevar al escudero Le Gris a juicio; eso generaría comentarios entre la gente, revelando el secreto de haber sido violada de joven y argumentando en la discusión, no es diferente la violación de Le Gris contra su esposa. En el juicio contra el escudero Le Gris, los jueces interrogan duramente a Marguerite, pero ella sigue empeñada en su declaración y acusación grave de violación contra Le Gris. 
El Rey Carlos VI finalmente decide es necesario un juicio por combate o duelo para resolver la disputa, pero Marguerite es advertida de ser torturada y quemada viva si su marido pierde el duelo. Marguerite da a luz a su hijo días antes de la fecha del duelo en París.
El duelo comienza con el experimentado Caballero de Carrouges y el escudero Le Gris luchando hasta perder sus monturas, caen de los caballos y luchan cuerpo a cuerpo. De Carrouges es apuñalado en el muslo pero finalmente consigue inmovilizar a Le Gris en el suelo. Exige a Le Gris, porque antes era su amigo, confiese su pecado o se enfrente a la condenación eterna, pero Le Gris se niega y afirma una vez más su inocencia; de Carrouges lo apuñala en la boca, matándolo al no poder respirar por la sangre derramada. 
Mientras el cuerpo del derrotado escudero Le Gris es desnudado y llevado para ser colgado para su exhibición pública, por ser considerado culpable de un grave delito y atentar contra el honor de un Caballero al servicio del Rey Carlos VI, miembro de la corte real y valiente soldado al servicio de Francia, el Caballero de Carrouges, victorioso y admirado por todos, se marcha a caballo y se regodea en la gloria de su victoria, rodeado por el pueblo de París, presente en el duelo al ser informado del conflicto, la enemistad, la demanda, el juicio y el duelo pactado, entre el noble Caballero y el irrespetuoso escudero, mientras Marguerite es liberada y lo sigue en silencio, pasando junto a la hoguera encendida para quemarla, si el Caballero de Carrouges perdía el duelo contra el escudero Le Gris.
Un epílogo textual revela que el Caballero de Carrouges murió más tarde luchando valientemente en las Cruzadas y la viuda Marguerite, con su honor salvado, continuó administrando sus bienes, viviendo en paz durante los treinta años restantes de su vida y sin volver a casarse.

## Reparto
- Matt Damon como Jean de Carrouges
- Adam Driver como Jacques Le Gris
- Jodie Comer como Marguerite de Carrouges
- Ben Affleck como Conde Pierre d'Alençon
- Alex Lawther como Rey Carlos VI
- Harriet Walter como Nicole de Buchard
- Nathaniel Parker como Sir Robert de Thibouville
- Sam Hazeldine como Thomin du Bois
- Michael McElhatton como Bernard Latour

## Producción
El proyecto se anunció inicialmente en julio de 2015, con Francis Lawrence planeando dirigir la película y Shaun Grant escribiendo el guion; sin embargo, no se anunció ningún desarrollo posterior y los derechos de la película finalmente caducaron. No fue hasta julio de 2019 que se anunció que Ridley Scott planeaba dirigir la película con Ben Affleck y Matt Damon como protagonistas, mientras estos últimos dos también escribirían el guion junto con Nicole Holofcener. Aunque Walt Disney Studios poseía los derechos de la película como resultado de la fusión de Disney y Fox, se desconocía si la compañía produciría la película debido a su temática. En septiembre de 2019, Jodie Comer inició negociaciones para unirse al elenco. La actriz sería confirmada al mes siguiente, con Adam Driver entrando en negociaciones para unirse a la película, luego de que Affleck optara por interpretar un papel secundario diferente. Driver fue confirmado en noviembre de ese año, y Disney confirmó que distribuiría la película fijando una fecha de estreno. Por su parte, Harriet Walter se sumó al elenco en febrero de 2020.

### Rodaje
El rodaje comenzó el 14 de febrero de 2020 en Dordoña, Francia y continuó el 12 de marzo de 2020 en el castillo medieval de Berzé-le-Châtel (cerca de Mâcon), Borgoña, Francia (con un equipo de filmación de 300 personas, incluyendo 100 extras).
El rodaje debía haber tenido lugar en el condado de Meath, Dublín, el condado de Wicklow y el castillo de Cahir (en el condado de Tipperary), Irlanda, del 23 de marzo de 2020 al 30 de marzo de 2020. Sin embargo, el 13 de marzo de 2020, Disney anunció que el estudio tenía que retrasar el rodaje indefinidamente en medio de preocupaciones por el elenco y el equipo a la luz de la pandemia de COVID-19 en curso, así como las restricciones de viaje en Europa. El rodaje finalmente tuvo lugar a finales de septiembre de 2020. La producción concluyó en Irlanda el 14 de octubre de 2020.

## Lanzamiento
La película estaba originalmente programada para un estreno limitado en cines el 25 de diciembre de 2020, antes de su lanzamiento el 8 de enero de 2021. Sin embargo, como resultado de la pandemia de COVID-19, la fecha de estreno se retrasó hasta el 15 de octubre de 2021.

## Premios y nominaciones
| Año  | Premio                                                   | Categoría                                                       | Nominado(s)                                                                                 | Resultado | Ref.   |
| ---- | -------------------------------------------------------- | --------------------------------------------------------------- | ------------------------------------------------------------------------------------------- | --------- | ------ |
| 2021 | Camerimage                                               | Rana dorada                                                     | The Last Duel                                                                               | Nominada  | [ 22 ] |
| 2021 | Hollywood Music in Media Awards                          | Mejor banda sonora original en una película                     | Harry Gregson-Williams                                                                      | Nominado  |        |
| 2021 | National Board of Review                                 | Top 10 Películas (compartido)                                   | The Last Duel                                                                               | Nominada  | [ 23 ] |
| 2021 | Premios de la Asociación de Críticos de Cine de San Luis | Mejor actor de reparto                                          | Ben Affleck                                                                                 | Nominado  | [ 24 ] |
| 2021 | Dublin Film Critics Circle Awards                        | Best Actress                                                    | Jodie Comer                                                                                 | Nominada  |        |
| 2021 | Greater Western New York Film Critics Association Awrds  | Best Actress                                                    | Jodie Comer                                                                                 | Nominada  |        |
| 2021 | Indiana Film Journalists Association                     | Best Actress                                                    | Jodie Comer                                                                                 | Nominada  |        |
| 2022 | Premios de la Asociación de Críticos de Cine de Austin   | Mejor montaje                                                   | Claire Simpson                                                                              | Nominada  | [ 25 ] |
| 2022 | Premios Golden Raspberry                                 | Peor actor de reparto                                           | Ben Affleck                                                                                 | Pendiente | [ 26 ] |
| 2022 | Premios Satellite                                        | Mejor banda sonora                                              | Harry Gregson-Williams                                                                      | Pendiente | [ 27 ] |
| 2022 | Premios Satellite                                        | Mejor sonido                                                    | Daniel Birch, Stéphane Bucher, David Giammarco, Paul Massey, William Miller y Oliver Tarney | Pendiente | [ 27 ] |
| 2022 | Visual Effects Society Awards                            | Mejores efectos visuales de apoyo en una película fotorrealista | Gary Brozenich, Helen Judd, Jessica Norman, Yann Blondel y Stefano Pepin                    | Pendiente | [ 28 ] |
| 2022 | Columbus Film Critics Association                        | Best Suporting Actress                                          | Jodie Comer                                                                                 | Nominada  |        |
| 2022 | Critics' Choice Super Awards                             | Best Actress in an Action Movie                                 | Jodie Comer                                                                                 | Ganadora  | [ 29 ] |
| 2022 | The Isaac Awards                                         | Best Actress                                                    | Jodie Comer                                                                                 | Ganadora  | [ 30 ] |